# باباییچ
باباییچ (به صربی: Babajić) یک روستا در صربستان است که در ییگ واقع شده‌است.